# گربه کوهی چینی
گربه کوهی چینی (نام علمی: Felis bieti) نام یک گونه از سرده گربه‌ها است.